# Originators of the Northern Darkness - A Tribute to Mayhem
Originators of the Northern Darkness - A Tribute to Mayhem è un album di tributo al gruppo black metal norvegese Mayhem, pubblicato nel 2001 da Avantgarde Music.

## Tracce
1. From the Dark Past - Immortal - 04:40
2. Pagan Fears - Dark Funeral - 06:34
3. Freezing Moon - Vader - 05:45
4. Funeral Fog - Emperor - 05:13
5. Carnage - Behemoth - 04:07
6. De Mysteriis Dom Sathanas - Limbonic Art - 06:51
7. Buried by Time and Dust - Keep of Kalessin - 03:34
8. Life Eternal - Gorgoroth - 04:45
9. Ghoul - Carpathian Forest - 03:41
10. Into Thy Labyrinth - Seth - 05:29
11. Cursed in Eternity - Gehenna - 04:58
12. Deathcrush - Absu - 06:52